# Heptathela bristowei
Heptathela bristowei is een spinnensoort uit de familie Liphistiidae. De soort komt voor in China.